# Maria Kristina av Österrike (1858–1929)
Maria Kristina av Österrike, Marie Christine Desideria Henriette Felicitas Raineria, född 21 juli 1858 i Groß-Seelowitz, död 6 februari 1929 i Madrid, var en spansk drottning och regent, gift i Madrid 29 november 1879 med Alfons XII av Spanien. Hon fungerade som Spaniens regent under sin son Alfonso XIII:s minderårighet från 1885 till 1902.

## Biografi
Maria Kristina var dotter till ärkehertig Karl Ferdinand av Österrike och Elisabeth Franziska av Österrike. hon växte upp i Wien och fick en god bildning i språk, litteratur och historia, och fick en starkt katolsk uppfostran. 
Hon mötte den blivande Alfons XII för första gången 1868, när han levde i exil i Wien. När Spanien återinförde monarkin och Alfons blev kung 1874, omtalades Maria Kristina som en tänkbar brud, men Alfons gifte sig i stället med María de las Mercedes av Orleans år 1878. Maria Kristina blev samma år titulärabbedissa vid Theresianisches Adeliges Damenstift, men utan att viga sig till nunna. 

### Drottning
Alfons XII av Spanien blev änkling 1878, bara några år efter bröllopet, och tvingades därför gifta om sig för att få en tronarvinge. Hans första äktenskap hade varit ett kärleksäktenskap, och han befann sig därför i sorg och var inte engagerad i det andra äktenskap som arrangerades åt honom. Maria Kristina utsågs som en passande äktenskapspartner av den konservativa Antonio Cánovas del Castillo. Äktenskapsallianser mellan Spaniens och Österrikes två katolska dynastier var en gammal tradition och uppfattades som det perfekta konventionella valet, och Österrikes kejsare gav henne en hemgift. Ett möte arrangerades mellan paret i Bordeaux sommaren 1879. Alfons gick med på äktenskapet av nödvändighetsskäl trots att han tyckte att brudens mor var mer attraktiv, medan Maria Kristina från sin sida uppges ha blivit förälskad i Alfons. Bröllopet ägde rum den 29 november 1879 i Palacio Real i Madrid. Äktenskapet blev inte lyckligt. Alfons XII var otrogen upprepade gånger, vilket Maria Kristina tvingades finna sig i utan protester. Hon lyckades dock vid ett tillfälle övertala sin makes älskarinna, i det fallet operasångerskan Elena Sanz, att lämna Spanien. 

### Regent
Den 25 november 1885 avled Alfons XII av tuberkulos. Vid den tidpunkten hade han två döttrar med Maria Kristina, som var gravid vid tidpunkten för hans död. Eftersom Spanien tillät kvinnlig tronföljd enbart i det fall manliga kandidater saknades, uppstod ett interregnum. Den äldsta dottern Mercedes skulle ärva tronen om det barn hennes mor bar var en flicka, men om modern födde en son, skulle istället sonen ärva tronen. Innan graviditeten var avslutad, kunde därför ingen monark tillträda tronen. Maria Kristina fungerade därför som interimsregent fram till födseln, efter vilket hon antingen skulle fortsätta som sin dotters regent, eller också bli regent för sin eventuella son. Hennes position som regent var inte helt okontroversiell, då hon var ung, gravid, utlänning och saknade erfarenhet, och vissa medlemmar av spanska kungafamiljen ansåg att de hade större rätt att vara regent. 
Den 17 maj 1886 födde Maria Kristina en son som efterträdde sin far på tronen som Alfons XIII så fort hans kön kunde konstateras, och hans mor fortsatte då som Spaniens regent fram till hans myndighetsdag. Maria Kristina utövade stor makt i enlighet med 1876 års konstitution, som tillät henne att utöva samma lagstiftande makt som parlamentet (Cortez), upplösa eller sammankalla parlamentet, och hindra eller godkänna lagar.  
Maria Kristina beskrivs som framgångsrik i inrikespolitiken men motsatsen i utrikespolitiken. Inrikespolitiskt lyckades hon stimulera samhällsutvecklingen och skapa stabilitet i ett då stagnerat och oroligt land. Hon höll sig strikt till konstitutionen i sitt maktutövande och dämpade den initiala kritiken genom ett pragmatiskt samarbete med både konservativa och liberaler för att tillsammans med dessa både grupper isolera de radikala anarkisterna och de fanatiska höger-carlisterna. Genom sin personliga fromhet lyckades hon återknyta förbindelserna mellan Spanien och påven, och upplöst därmed de ärkekatolska carlisternas parti. Hennes fromhet gav henne smeknamnet "Doña Virtudes" (Fru Dygd).  Hennes samarbete med liberal-ledaren Sagasta var särskilt gott, och tillsammans inledde de en kraftfull reformpolitik för att dämpa oron genom att utveckla landet till att hinna ikapp den övriga västvärlden. Administration och rättsväsende centraliserades och föreningsfrihet infördes med civillagen 1889, och allmän rösträtt för män infördes 1890. För att neutralisera anarkisterna försökte hon också höja den allmänna sociala standarden och utbildningsnivån, även om detta misslyckades på grund av kostnaderna.  Utrikespolitiskt anses dock hennes regering som misslyckad, då Spanien slutligen förlorade sin ställning som världsmakt genom nederlaget mot USA och förlusten av Kuba och Filippinerna 1898. 

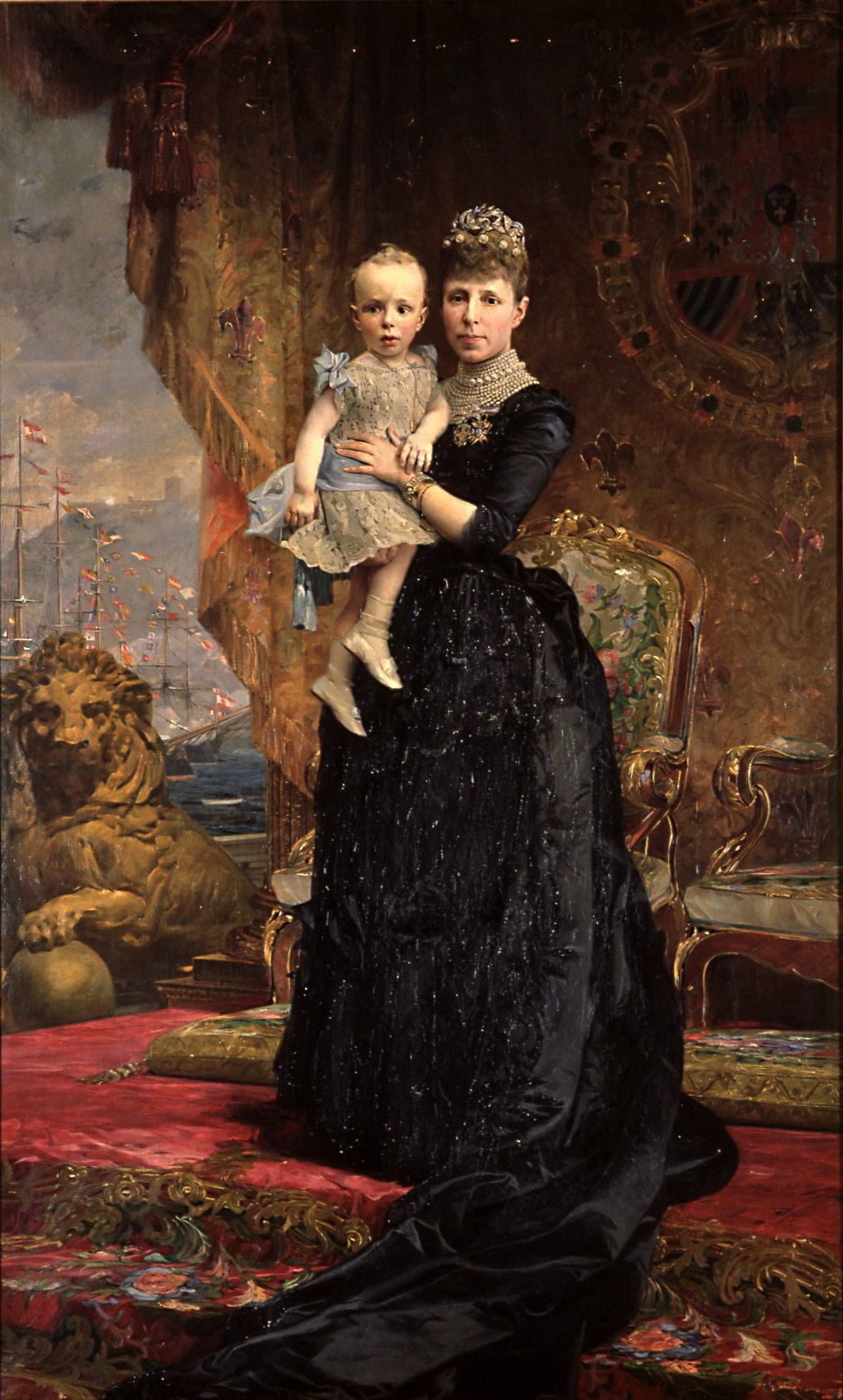
Maria Kristina av Österrike avbildad som regent-änkedrottning, men sin son barnakungen.

### Senare liv
Hennes mandat som regent utgick automatiskt 17 maj 1902 när hennes son uppnådde sin myndighet vid sin sextonde födelsedag. Efter sin sons giftermål 1906 drog hon sig till stor del tillbaka från det offentliga livet. Hon fungerade fortfarande som sin sons rådgivare, och ska ha medverkat till att han beslutade att inte låta Spanien delta i första världskriget 1914. Hon gav stöd till de släktingar som avsatts efter kriget och tog emot den före detta österrikiska kejsarinnan Zita när Österrike införde republik 1919. Till skillnad från sin son stödde hon inte Miguel Primo de Riveras statskupp 1923.

## Barn
- Mercedes av Spanien (1880-1904) gift med prins Carlo av Bourbon-Bägge Sicilierna
- Maria Teresa av Spanien (1882-1912) gift med prins Ferdinand Maria av Bayern
- Alfons XIII av Spanien (1886-1941)